# Marcel Dartigues
Pour les articles homonymes, voir Dartigues.
 (avril 2018).
Marcel Dartigues, né le 12 mai 1923 à Samatan (Gers) et mort le 3 novembre 2013 à Perpignan, est un déporté, un résistant et un patriote. Surnommé « l'étincelle », il est considéré comme un héros gersois.

## Jeunesse et engagement
Marcel Dartigues est attaché dès son jeune âge à sa terre natale. À 18 ans, il est réfractaire au STO et souhaite rejoindre les Forces Françaises Libres en Afrique du Nord. Il tient à servir la France. Cependant, le 16 octobre 1943, il est arrêté par la Gestapo.

## Seconde Guerre mondiale
À 20 ans, Marcel est capturé, fait prisonnier, déporté et interné au camp de Buchenwald avec le matricule 38 002. Il est mis en quarantaine au Block 62, puis intègré au Block 34. Il est affecté le 31 juillet 1944 au kommando de Halle, puis transféré le 13 mars 1945 à celui de Berga. Il survit à une « marche de la mort ».  
Les conditions de vie, le manque de nourriture et le travail dans ce camp l'éprouvent de telle sorte qu'il ressort épuisé et traumatisé par les rigueurs du système concentrationnaire nazi. Buchenwald restera toujours gravé dans sa mémoire. Dans le documentaire de Jean-Luc Tovar lors d’un voyage mémoriel, il déclare : « Si on raconte ce qu’on a vécu, les gens ne vont pas le croire, c’est trop gros ». 

## Retour dans le Gers
Le 1er juin 1945, libéré du camp, qu’il a vécu comme un enfer, Marcel Dartigues retrouve sa famille. Il rédige ses mémoires et témoigne dans de nombreuses écoles et collèges du Gers de la réalité de l’idéologie nazie et des horreurs du camp de concentration qui l'ont profondément marqué. En participant à ce travail de mémoire, il est nommé président de l’Association des déportés du Gers. 

## Décorations
- Officier de la Légion d'honneur Il est fait chevalier le 7 septembre 1974, puis est promu officier le 12 juillet 2013[11].